# Vartholomió
Vartholomió är en ort i Grekland.   Den ligger i prefekturen Nomós Ileías och regionen Västra Grekland, i den sydvästra delen av landet, 220 km väster om huvudstaden Aten. Vartholomió ligger 16 meter över havet och antalet invånare är 3 068.
Terrängen runt Vartholomió är platt. Runt Vartholomió är det ganska tätbefolkat, med 166 invånare per kvadratkilometer. Närmaste större samhälle är Amaliáda, 15,1 km sydost om Vartholomió. Trakten runt Vartholomió består till största delen av jordbruksmark.